# Suolojavri
Suolojavri eller Saarijävri är en sjö i Finland. Den ligger i kommunen Utsjoki i landskapet Lappland, i den norra delen av landet, 1 000 km norr om huvudstaden Helsingfors. Suolojavri ligger 272,4 meter över havet. Omgivningarna runt Suolojavri är i huvudsak ett öppet busklandskap. Arean är 49,3 hektar och strandlinjen är 4,58 kilometer lång. Sjön  ingår i Tana älvs huvudavrinningsområde. 